# 森岡村
森岡村（もりおかむら）は、愛知県知多郡にあった村。

## 沿革
- 江戸期 - 猪伏村、村木村が成立。
- 1876年 - 猪伏村と村木村が合併して森岡村となる。
- 1889年10月1日 - 町村制施行に伴い森岡村が一村で継続。
- 1906年5月1日 - 分村合併により消滅。
  - 旧猪伏村の区域は大府村、吉田村、北崎村、横根村、長草村、共和村と合併して大府村となる。
  - 旧村木村の区域は生路村、石浜村、藤江村、緒川村と合併して東浦村となる。

## 大字
編成されていなかった。
現在、旧猪伏村の区域は大府市森岡町に、旧村木村の区域は東浦町大字森岡となっている。